# Dichotomius globulus
Dichotomius globulus är en skalbaggsart som beskrevs av Felsche 1901. Dichotomius globulus ingår i släktet Dichotomius och familjen bladhorningar. Inga underarter finns listade i Catalogue of Life.